# Edgar Jannott
Edgar Jannott (* 17. November 1934 in Gotha) ist der ehemalige Vorstandsvorsitzende der Victoria Versicherungs AG und der ERGO Versicherungsgruppe AG.

## Leben
Nach seiner Kindheit im thüringischen Gotha und Abitur siedelte die Familie 1948 nach Göttingen über. Dort und in Tübingen nahm Jannott 1956 ein Jura-Studium auf, das er 1961 mit seiner Promotion zum Dr. jur. abschloss. Zu Beginn seiner Göttinger Studienjahre wurde er 1956 in der damaligen Burschenschaft Frisia Göttingen, dem heutigen Corps Frisia aktiv. Bereits 1964 trat er nach erfolgreicher Assessor-Prüfung als Vorstandsassistent bei der Victoria ein. Hiernach nahm Jannotts Karriere einen steilen Aufschwung.
Ab 1971 war er Mitglied im Vorstand der Victoria Leben-Sparte und Victoria-Feuer und hier für das Ressort Vertrieb zuständig.
1983 wurde er dann zum Vorstandsvorsitzenden und Generaldirektor der Victoria-Gesellschaften berufen. Er gestaltete in den Folgejahren die endgültige Ansiedlung der Unternehmenszentrale in Düsseldorf (1986/87), die Umstrukturierung der Victoria zu einer Holding (1989), die Ausrichtung auf das internationale Geschäft und den Neuanfang in der DDR ab 1989 mit. 1997 erfolgte dann die Fusion der Victoria, DKV, Hamburg-Mannheimer und D.A.S. zur Versicherungsgruppe ERGO, mit der Münchener Rückversicherungs-Gesellschaft als Hauptaktionär (inzwischen 100 %). Jannott wird hierbei eine bedeutende Rolle bei der Namensfindung der ERGO-Gruppe zugewiesen. Er bekleidete seitdem den Posten des Vorstandsvorsitzenden der ERGO sowie des Aufsichtsratsvorsitzenden bei verschiedenen Tochtergesellschaften von 1998 und schied 1999 aus, um seinen Ruhestand anzutreten. Jannott ist dem Unternehmen weiterhin als Ehrenvorstandsmitglied verbunden. 2006 wurde ihm die Ehrenbürgerschaft von Gotha verliehen. Zudem ist Jannott Mitbegründer und Mitglied des Beirates der Gothaer Kulturstiftung. Er und seine Frau Ingrid haben vor Jahren der Kulturstiftung Gotha ein Kapital gestiftet, aus dessen Erträgen ein Stipendium zur Erforschung der Stadtgeschichte vergeben werden kann.
Für sein großes Engagement in der Wirtschaft für den Standort Düsseldorf und der Kultur wurde er 2015 mit dem Großen Ehrenring der Stadt Düsseldorf geehrt. Er hat sich im Kuratorium der Freunde und Förderer der Tonhalle und im Freundeskreis des Hetjens-Museums in Düsseldorf engagiert.

## Persönliches
Edgar Jannott ist verheiratet seit 1960 und hat drei Kinder. Sein Bruder Horst war Generaldirektor der Münchener Rück, sein Vater Kurt Jannott Vorstandsmitglied bei der Gothaer Allgemeinen Versicherungs AG.